# Норт-Тонаванда (Нью-Йорк)
Норт-Тонаванда (англ. North Tonawanda) — місто (англ. city) в США, в окрузі Ніагара штату Нью-Йорк. Населення — 30 496 осіб (2020).

## Географія
Норт-Тонаванда розташований за координатами 43°2′57″ пн. ш. 78°52′16″ зх. д. / 43.04917° пн. ш. 78.87111° зх. д. (43.049157, -78.871224).  За даними Бюро перепису населення США в 2010 році місто мало площу 28,24 км², з яких 26,16 км² — суходіл та 2,08 км² — водойми.

## Демографія
Згідно з переписом 2010 року, у місті мешкало 31 568 осіб у 14 004 домогосподарствах у складі 8357 родин. Густота населення становила 1118 осіб/км².  Було 14757 помешкань (523/км²).
Расовий склад населення:
| - 96,5 % — білих - 0,8 % — чорних або афроамериканців - 0,7 % — азіатів - 0,4 % — корінних американців |

До двох чи більше рас належало 1,3 %. Частка іспаномовних становила 1,7 % від усіх жителів.
За віковим діапазоном населення розподілялося таким чином: 19,4 % — особи молодші 18 років, 64,9 % — особи у віці 18—64 років, 15,7 % — особи у віці 65 років та старші. Медіана віку мешканця становила 42,4 року. На 100 осіб жіночої статі у місті припадало 95,3 чоловіків;  на 100 жінок у віці від 18 років та старших — 91,8 чоловіків також старших 18 років.
Середній дохід на одне домашнє господарство  становив 64 256 доларів США (медіана — 48 235), а середній дохід на одну сім'ю — 80 561 долар (медіана — 68 063). Медіана доходів становила 48 806 доларів для чоловіків та 39 648 доларів для жінок. За межею бідності перебувало 10,1 % осіб, у тому числі 14,5 % дітей у віці до 18 років та 7,3 % осіб у віці 65 років та старших.
Цивільне працевлаштоване населення становило 16 080 осіб. Основні галузі зайнятості: освіта, охорона здоров'я та соціальна допомога — 23,7 %, виробництво — 14,7 %, роздрібна торгівля — 11,9 %, мистецтво, розваги та відпочинок — 9,9 %.